# Brânceni
Brânceni est une commune du județ de Teleorman en Roumanie.